# Giovanni Battista Guidotti
Giovanni Battista Guidotti (Bellagio, Lombardija, Kraljevina Italija, 30. siječnja 1902. – Bellagio, Lombardija, Italija, 2. srpnja 1994.) je bio talijanski vozač automobilističkih utrka. Godine 1930. pobijedio je na utrci Mille Miglia sa suvozačem Tazijom Nuvolarijem u bolidu Alfa Romeo 6C 1750 GS Spider. Godine 1932. osvojio je drugo mjesto na utrci 24 sata Le Mansa, zajedno sa suvozačem Francom Corteseom u bolidu Alfa Romeo 8C 2300 LM. U Formuli 1 je bio zamjenski vozač na dvije utrke 1950. i 1951., ali nikad nije nastupao. Godine 1947. na Velikoj nagradi Belgije na Spa-Francorchampsu, neprvenstvenoj utrci Formule 1, osvojio je treće mjesto, kada je dijelio bolid Alfa Romeo 158 s Carlom Feliceom Trossijem.

## Vanjske poveznice
- Gianbattista Guidotti - Stats F1
- Gianbattista Guidotti - Racing Sports Cars